# Nikara
Nikara är ett släkte av fjärilar. Nikara ingår i familjen nattflyn.
Kladogram enligt Catalogue of Life:
| Nikara | \| \| Nikara castanea \| \| \| \| \| \| Nikara plusiodes \| \| \| \| |
|        | \| \| Nikara castanea \| \| \| \| \| \| Nikara plusiodes \| \| \| \| |
|        | Nikara castanea                                                      |
|        |                                                                      |
|        | Nikara plusiodes                                                     |
|        |                                                                      |